# Karma (chanson d'Alicia Keys)
Pour les articles homonymes, voir Karma (homonymie).
Singles de Alicia Keys
Diary
(2004) My Boo
(2004)
Karma est le quatrième et dernier single extrait du second album de la chanteuse américaine Alicia Keys. Il est écrit par Alicia Keys avec la collaboration de Kerry Krucial Brothers et de Janeisha Smith. La chanson a connu un succès un peu limité, contrairement aux autres singles de l'album, mais a reçu le MTV Video Music Awards de 2005 pour meilleur clip-vidéo (R&B).Il s'est classé à la 20e place du classement américain Billboard Hot 100 et à la 17e place du classement Hot R&B/Hip-Hop Songs.

## Musique & Structure
Karma est un titre qui mêle des sonorités Hip-hop et de la musique classique. La chanteuse aborde ici, un thème très éloigné des trois premiers singles de l'album (You Don't Know My Name, If I Ain't Got You et Diary). 
En effet, il s’agit de la colère qu’elle éprouve envers son conjoint qui lui a été infidèle et qui a rompu avec elle (malgré toutes les tentatives qu'elle a faites pour qu'il reste avec elle), mais qui veut maintenant qu'il revienne vivre avec elle.
La chanteuse qui se rappelle les fausses promesses qu'il lui avait faites (fondation d'une famille...), de sa souffrance après leur rupture... règle ses comptes avec son ancien conjoint, et se "venge" en refusant de retourner dans ses bras :

« Weren't you the one that said, that you don't want me anymore. 
And how you need your space, and give the keys next to your door. 
And how I cried and tried and tried to make you stay with me. 
But still you said that love was gone, and that I had to leave. 
Now you, talkin bout a family. 
Now you, saying I complete your dreams 
 Now you, saying I'm your everything. 
You confusing me 
What you say to me Don't play with me Don't play with me. 
Cause what goes around, comes around... »

— Extrait des trois premiers couplets.
Un remix de la chanson a été fait en version Reggae sous le nom de Karma Reggatone Remix, ; et un autre remix avec Superstition (1972) de Stevie Wonder a été produit par Go Home Production sous le nom de Karmastition.

## Clip-vidéo
Le clip, d’une durée de 3 minutes 45 a été réalisé par Chris Robinson. Il a été tourné en août 2004. en dans deux pays différents (États-Unis et la République dominicaine). Au début du clip, on retrouve Alicia Keys dans une station de métro New-Yorkaise, entourée de danseurs et musiciens, et jouant sur son clavier.
Quelques secondes plus tard, on retrouve la chanteuse dans le magnifique décor de la République dominicaine, au volant d’un sublime cabriolet. Elle apparaît par la suite, vêtue d’une combinaison bleue dans le gigantesque et sublime amphithéâtre Altos de Chavon dans la ville de La Romana. On l’a voit alors se diriger au centre de l’arène, là où elle nous dévoile son piano en couleur mauve. À la fin du vidéo clip, on aperçoit son producteur Kerry “Krucial” Brothers Jr., comme c'est le cas dans la plupart de ses clips.

## Personnel

### Musicians
- Alicia Keys – chant, choriste, piano
- David Watson – Cor d'harmonie
- Joe Romano – Cor d'harmonie
- Kerry Brothers Jr. – tous les autres instruments

### Production
- Kerry "Krucial" Brothers – producteur, programmation numérique, ingénieur du son
- Manny Marroquin – remix audio

## Charts
| Classement (2004-2005)                     | Position |
| ------------------------------------------ | -------- |
| Allemagne                                  | 62       |
| Belgique (Flandre)                         | 40       |
| États-Unis Billboard Hot 100               | 20       |
| États-Unis Billboard Hot R&B/Hip-Hop Songs | 17       |
| États-Unis Billboard Pop 100               | 7        |
| États-Unis Billboard Hot Dance Airplay     | 25       |
| Finlande                                   | 6        |
| Pays-Bas                                   | 27       |
| Suisse                                     | 71       |